# Alte Landwehr (Darmstadt)
Die Alte Landwehr bei Darmstadt war eine mittelalterliche Grenzbefestigung. Teile der Anlage sind heute noch vorhanden und als Bodendenkmal geschützt.

## Geschichte und Beschreibung

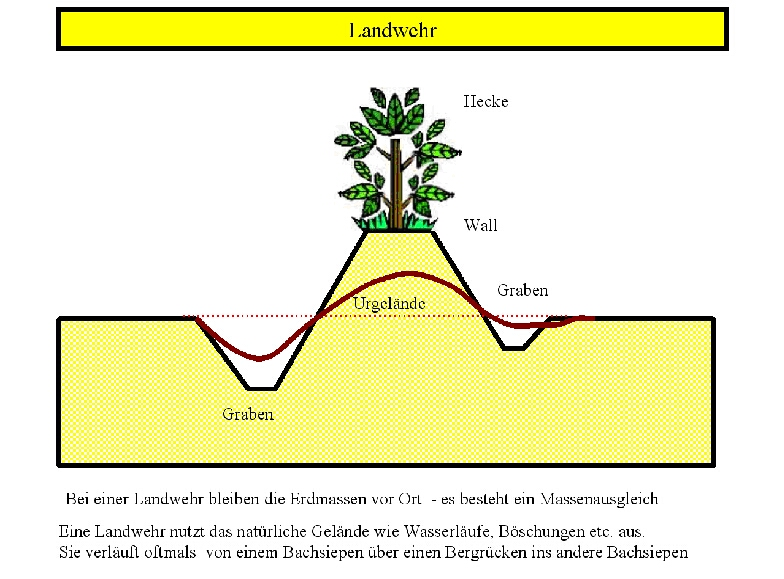
Skizze: Beispiel einer Landwehr im Gelände, früher und heute

Die sogenannte „Alte Landwehr“ stammt aus dem 14. Jahrhundert.
Sie wurde unter der Regentschaft der Grafen von Katzenelnbogen angelegt.
Die „Alte Landwehr“ ist Teil eines großen, rund 20 Kilometer langen Landwehrgrabens, der das nördliche Starkenburg von Groß-Gerau nach Darmstadt durchzog und die Gemarkung Darmstadt umschloss. Sie bestand aus einem nach innen gerichteten Graben mit breiter Sohle und einem äußeren Erdwall, der mit einer undurchdringlichen Hecke aus untereinander verflochtenen Hainbuchen und Feldahorn – dem Gebück – bepflanzt war. Dieses Gebück verbreiterte sich im Laufe der Zeit zu einem mitunter 6–7 m breiten Sperrgürtel, der Hege, was der Landwehr auch den Namen Heggraben einbrachte.
Die mittelalterliche Schutzanlage folgt der heutigen Gemarkungsgrenze zwischen den Scheftheimer Wiesen und dem „Forsthaus Steinacker“.
Die Grafen von Katzenelnbogen wollten mit der Befestigungsanlage vor allem den Holz- und Wilddiebstahl in ihrer Gemarkung unterbinden.
Daneben diente die „Alte Landwehr“ den Grafen auch als Wildschutzzaun und als Zollbarriere.
An den Übergängen in der „Alten Landwehr“ befanden sich Zollstationen, an denen den Händlern Zölle auf ihre Waren abverlangt wurden.

## Denkmalschutz
Die „Alte Landwehr“ verläuft in Abschnitten entlang der Darmstädter Gemarkungsgrenze.
Im Jahre 1987 stellte das „Hessische Forstamt“ in Darmstadt einen Teil der Anlage mit Wall und Graben wieder originalgetreu her.
Der sanierte Abschnitt der „Alten Landwehr“ liegt an der Kreuzung „Bornschneise“ und „Steinsnickelweg“ im Darmstädter Oberwald.
Die „Alte Landwehr“ steht aus stadtgeschichtlichen Gründen unter Denkmalschutz.